# Halowe Mistrzostwa NCAA w Lekkoatletyce 2015
Halowe Mistrzostwa I Dywizji NCAA w Lekkoatletyce 2015 – zawody lekkoatletyczne, które odbyły się 13 i 14 marca 2015 w hali Randal Tyson Track Center w Fayetteville.

## Rezultaty
| NR – rekord kraju \| WL – najlepszy tegoroczny wynik na listach światowych |

### Mężczyźni
| Konkurencja:                      | 1. miejsce                                                                              | Rezultat    | 2. miejsce                                                                           | Rezultat  | 3. miejsce                                                                           | Rezultat  |
| Bieg na 60 metrów                 | Ronnie Baker                                                                            | 6,52 WL     | John Teeters                                                                         | 6,54      | Jalen Miller                                                                         | 6,57      |
| Bieg na 200 metrów                | Trayvon Bromell                                                                         | 20,19 WL    | Andre De Grasse                                                                      | 20,26 NR  | Bryce Robinson                                                                       | 20,75     |
| Bieg na 400 metrów                | Vernon Norwood                                                                          | 45,31       | Bralon Taplin                                                                        | 45,55     | Najee Glass                                                                          | 45,77     |
| Bieg na 800 metrów                | Edward Kemboi                                                                           | 1:46,05     | Dylan Capwell                                                                        | 1:46,70   | Clayton Murphy                                                                       | 1:47,06   |
| Bieg na milę                      | Edward Cheserek                                                                         | 3:57,94     | Cristian Soratos                                                                     | 3:59,86   | Anthony Rotich                                                                       | 4:01,78   |
| Bieg na 3000 metrów               | Eric Jenkins                                                                            | 7:58,81     | Edward Cheserek                                                                      | 7:59,42   | Will Geoghegan                                                                       | 8:00,44   |
| Bieg na 5000 metrów               | Eric Jenkins                                                                            | 13:48,36    | Kemoy Campbell                                                                       | 13:49,55  | Parker Stinson                                                                       | 13:52,79  |
| Bieg na 60 metrów przez płotki    | Omar McLeod                                                                             | 7,45 =WL NR | Chris Caldwell                                                                       | 7,69      | Trey Holloway                                                                        | 7,72      |
| Skok wzwyż                        | JaCorian Duffield                                                                       | 2,29        | Bradley Adkins                                                                       | 2,29      | Wally Ellenson                                                                       | 2,23      |
| Skok o tyczce                     | Shawnacy Barber                                                                         | 5,91 NR     | Jacob Blankenship                                                                    | 5,80      | Andrew Irwin                                                                         | 5,50      |
| Skok w dal                        | Marquis Dendy                                                                           | 8,28        | Jarrion Lawson                                                                       | 8,27      | KeAndre Bates                                                                        | 8,02      |
| Trójskok                          | Marquis Dendy                                                                           | 17,37 WL    | Donald Scott                                                                         | 16,84     | Ben Williams                                                                         | 16,53     |
| Pchnięcie kulą                    | Stipe Žunić                                                                             | 21,11 NR    | Ryan Crouser                                                                         | 20,93     | Jonathan Jones                                                                       | 20,59     |
| Rzut ciężarkiem                   | Michael Lihrman                                                                         | 24,64       | Conor McCullough                                                                     | 24,48     | Chukwuebuka Enekwechi                                                                | 24,18     |
| Siedmiobój                        | Luca Wieland                                                                            | 6070 pkt.   | Garrett Scantling                                                                    | 6068 pkt. | Mike Morgan                                                                          | 5995 pkt. |
| Sztafeta 4 × 400 metrów           | Texas A&M University Greg Coleman Bralon Taplin Shavez Hart Deon Lendore                | 3:02,86 WL  | University of Nebraska-Lincoln Jake Bender Cody Rush Levi Gipson Drew Wiseman        | 3:04,83   | University of Texas at Austin Wolf Mahler Senoj Givans Chris Irwin Zack Bilderback   | 3:06,56   |
| Sztafeta 1200-400-800-1600 metrów | University of Oregon Colby Alexander Marcus Chambers Nikolaus Franzmair Edwark Cheserek | 9:30,53     | Pennsylvania State University Brannon Kidder Alex Shisler Zavon Watkins Robby Creese | 9:32,21   | Iowa State University Edward Kemboi Brandon Barnes Patrick Peterson Christian Delago | 9:32,48   |

### Kobiety
| Konkurencja:                      | 1. miejsce                                                                                    | Rezultat   | 2. miejsce                                                                                  | Rezultat  | 3. miejsce                                                                                      | Rezultat  |
| Bieg na 60 metrów                 | Remona Burchell                                                                               | 7,12       | Ky Westbrook                                                                                | 7,21      | Jasmine Todd                                                                                    | 7,22      |
| Bieg na 200 metrów                | Kyra Jefferson                                                                                | 22,63      | Jenna Prandini                                                                              | 22,74     | Dezerea Bryant                                                                                  | 22,86     |
| Bieg na 400 metrów                | Courtney Okolo                                                                                | 51,12 WL   | Taylor Ellis-Watson                                                                         | 51,52     | Ashley Spencer                                                                                  | 51,85     |
| Bieg na 800 metrów                | Natoya Goule                                                                                  | 2:01,64    | Kaela Edwards                                                                               | 2:03,59   | Olicia Williams                                                                                 | 2:03,67   |
| Bieg na milę                      | Leah O'Connor                                                                                 | 4:27,18    | Shelby Houlihan                                                                             | 4:28,71   | Colleen Quigley                                                                                 | 4:31,24   |
| Bieg na 3000 metrów               | Dominique Scott                                                                               | 8:55,19 NR | Elise Cranny                                                                                | 8:58,88   | Emily Sisson                                                                                    | 9:01,16   |
| Bieg na 5000 metrów               | Emily Sisson                                                                                  | 15:32,15   | Rachel Johnson                                                                              | 15:40,35  | Sarah Disanza                                                                                   | 15:47,32  |
| Bieg na 60 metrów przez płotki    | Keni Harrison                                                                                 | 7,87       | Bridgette Owens                                                                             | 7,88      | Morgan Snow                                                                                     | 8,07      |
| Skok wzwyż                        | Leondia Kalenu                                                                                | 1,93 NR    | Claudia García                                                                              | 1,90      | Deandra Daniel                                                                                  | 1,87      |
| Skok o tyczce                     | Sandi Morris                                                                                  | 4,60       | Megan Clark                                                                                 | 4,50      | Stephanie Richartz                                                                              | 4,45      |
| Skok w dal                        | Jenna Prandini                                                                                | 6,65       | Sha’Keela Saunders                                                                          | 6,53      | Nataliyah Friar                                                                                 | 6,40      |
| Trójskok                          | Ciarra Brewer                                                                                 | 14,01      | Keturah Orji                                                                                | 13,77     | Nadia Eke                                                                                       | 13,32     |
| Pchnięcie kulą                    | Raven Saunders                                                                                | 18,62      | Tori Bliss                                                                                  | 18,47     | Brittany Mann                                                                                   | 17,40     |
| Rzut ciężarkiem                   | DeAnna Price                                                                                  | 22,71      | Ida Storm                                                                                   | 22,56 NR  | Kearsten Peoples                                                                                | 22,04     |
| Pięciobój                         | Kendell Williams                                                                              | 4678 pkt.  | Erica Bougard                                                                               | 4566 pkt. | Xenia Rahn                                                                                      | 4450 pkt. |
| Sztafeta 4 × 400 metrów           | University of Texas at Austin Morolake Akinosun Ashley Spencer Courtney Okolo Kendall Baisden | 3:28,48 WL | University of Arkansas Daina Harper Sparkle McKnight Chrishuna Williams Taylor Ellis-Watson | 3:28,70   | University of Southern California Jaide Stepter Amalie Hammild Iuel Kendall Ellis Vanessa Jones | 3:29,63   |
| Sztafeta 1200-400-800-1600 metrów | University of Arkansas Jessica Kamilos Sparkle McKnight Therese Haiss Dominique Scott         | 11:05,83   | Stanford University Jessica Tonn Olivia Baker Claudia Saunders Elise Cranny                 | 11:08,28  | Michigan State University Shannon Osika Maya Long Danielle Pfeifer Brook Handler                | 11:11,54  |

## Rekordy
Podczas zawodów ustanowiono 9 krajowych rekordów w hali w kategorii seniorów:
| Zawodnik        | Reprezentacja     | Konkurencja                    | Rezultat |
| --------------- | ----------------- | ------------------------------ | -------- |
| Andre De Grasse | Kanada            | bieg na 200 metrów             | 20,26    |
| Elmar Engholm   | Szwecja           | bieg na milę                   | 4:00,79  |
| Omar McLeod     | Jamajka           | bieg na 60 metrów przez płotki | 7,45     |
| Shawnacy Barber | Kanada            | skok o tyczce                  | 5,91     |
| Stipe Žunić     | Chorwacja         | pchnięcie kulą                 | 21,11    |
| Dominique Scott | Południowa Afryka | bieg na 3000 metrów            | 8:55,19  |
| Leondia Kalenu  | Cypr              | skok wzwyż                     | 1,93     |
| Diamara Planell | Portoryko         | skok o tyczce                  | 4,35     |
| Ida Storm       | Szwecja           | rzut ciężarkiem                | 22,56    |